# Neo-minimalismo
Il neo-minimalismo, anche conosciuto come concettualismo neo-geometrico, abbreviato neo-geo, è un movimento artistico amorfo diffusosi tra la fine del ventesimo e l'inizio del ventunesimo secolo. 

## Caratteristiche
Gli aspetti dell '"arte postmoderna" che sono stati descritti come neo-minimalismo implicano una generale "rivalutazione delle precedenti forme d'arte". Il movimento attinge dai primi sviluppi di diverse correnti artistiche nate nel ventesimo secolo come l'arte minimalista, l'espressionismo astratto e suoi derivati, la pop art e l'op art e si è posto il compito di criticare la meccanizzazione e il mercantilismo. Oltre alla pittura, alla scultura e ad altre "arti museali", il termine è stato applicato all'architettura, al design e alla musica. In architettura, infatti, il neo-minimalismo è stato identificato come parte della "nuova ortodossia". Fra gli artisti del neo-minimalismo sono annoverati Ashley Bickerton, Peter Halley, Lorenzo Belenguer, Jeff Koons, Meyer Vaisman, David Burdeny, Haim Steinbach, Peter Schuyff, Marjan Eggermont, Philip Taaffe, Paul Kuhn, Eve Leader, DoDoU, Christopher Willard,Pierluigi Manciniart e Tim Zuck.